# Cemetery Ridge

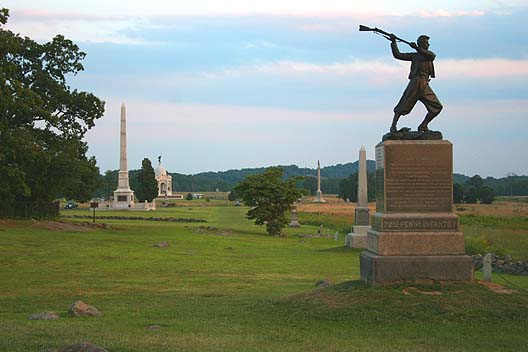
Cemetery Hill

Cemetery Ridge är en långsträckt höjd i naturen nära orten Gettysburg i delstaten Pennsylvania i USA.
Åsen som idag kallas Gettysburg National Military Park är belägen söder om staden Gettysburg i Pennsylvania. Platsen spelade en viktig roll i slaget vid Gettysburg 1–3 juli 1863, under det amerikanska inbördeskriget.
Åsen reser sig 12 meter över det omgivande landskapet, är 3,2 km lång och slutar vid Cemetery Hill  i norr, (på kullen ligger idag en kyrkogård för dem som stupade i slaget) och i söder slutar den vid ett skogsparti.
Åsen var en mycket bra försvarställning på grund sitt upphöjda läge och att en stenmur fanns på den. Här hade nordstaterna sin försvarslinje när Picketts attack gjordes i slutet av slaget vid Gettysburg.
På kyrkogården höll Abraham Lincoln  sitt berömda Gettysburgtal.